# Поньгагуба
По́ньгагуба (карел. Ponkalahti)— старинная деревня в составе Костомукшского городского округа Республики Карелия.

## Общие сведения
Находится на берегу лесного озера, вблизи автодороги Вокнаволок—Калевала.
Деревня отнесена к памятникам истории и культуры, находящимся на территории Костомукшского городского округа, историческое поселение.

## Население
| 2002 | 2009 | 2010 | 2013 |
| ---- | ---- | ---- | ---- |
| 0    | →0   | ↗1   | →1   |